# 生态位构建
生态位构建是生物体主動改造其自身所處的生态环境的过程。例如生物体主动从一个栖息地移动到另一个栖息地、建造巢穴和洞穴。人类成功地将荒野改造成適合人居住的地方也是生态位构建中的一個例子。